# Chelidonura fulvipunctata
Chelidonura fulvipunctata is een slakkensoort uit de familie van de Aglajidae. De wetenschappelijke naam van de soort is voor het eerst geldig gepubliceerd in 1938 door Baba.